# Liste der Stolpersteine im Landkreis Aschaffenburg
Diese Liste der Stolpersteine im Landkreis Aschaffenburg enthält die Stolpersteine, die im Rahmen des gleichnamigen Kunstprojekts von Gunter Demnig im unterfränkischen Landkreis Aschaffenburg verlegt wurden. Mit ihnen soll Opfern des Nationalsozialismus gedacht werden, die im Landkreis lebten und wirkten. Auf der Oberseite der Betonquader mit zehn Zentimeter Kantenlänge ist eine Messingtafel verankert, die Auskunft über Namen, Geburtsjahr und Schicksal der Personen gibt, derer gedacht werden soll. Die Steine sind in den Bürgersteig vor den ehemaligen Wohnhäusern der Opfer der nationalsozialistischen Gewaltherrschaft eingelassen.
Die ersten Verlegungen im Landkreis Aschaffenburg erfolgten am 22. März 2016 in Großostheim.

## Verlegte Stolpersteine

### Goldbach
In Goldbach (Unterfranken) wurden 26 Stolpersteine an neun Anschriften verlegt. Der Marktgemeinderat von Goldbach hatte im Vorfeld der 800-Jahrfeiern Goldbachs entschieden, im Gedenken an die ermordeten jüdischen Mitbürgerinnen und Mitbürger Stolpersteine zu verlegen und zwar für jeden einzelnen einen eigenen Gedenkstein. Die ersten fünfzehn Stolpersteine in Goldbach wurden am 15. Februar 2018 an vier Stellen von Gunter Demnig persönlich verlegt. Weitere Steine für die insgesamt 32 jüdischen Mitbürger sollen folgen.
| Stolperstein    | Inschrift | Verlegeort                  | Name, Leben                                  |
| --------------- | --- | --------------------------- | -------------------------------------------- |
|                 | HIER WOHNTE HEINZ BRANDSTÄDTER JG. 1921 DEPORTIERT 1942 KRASNICZYN ERMORDET                                  | Aschaffenburger Straße 69 · | Heinz Brandstädter                           |
|                 | HIER WOHNTE JACOB BRANDSTÄDTER JG. 1897 'SCHUTZHAFT' 1938 DACHAU DEPORTIERT 1942 KRASNICZYN ERMORDET         | Aschaffenburger Straße 69 · | Jakob Brandstädter                           |
|                 | HIER WOHNTE JOSEF BRANDSTÄDTER JG. 1923 DEPORTIERT 1942 KRASNICZYN ERMORDET                                  | Aschaffenburger Straße 69 · | Josef Brandstädter                           |
|                 | HIER WOHNTE LORE DINA BRANDSTÄDTER JG. 1929 DEPORTIERT 1942 KRASNICZYN ERMORDET                              | Aschaffenburger Straße 69 · | Lore Dina Brandstädter                       |
|                 | HIER WOHNTE MINA BRANDSTÄDTER GEB. ROTHSCHILD JG. 1895 DEPORTIERT 1942 KRASNICZYN ERMORDET                   | Aschaffenburger Straße 69 · | Mina Brandstädter geb. Rothschild            |
|                 | HIER WOHNTE FANNY HIRSCH GEB. UNTERMAYER JG. 1872 DEPORTIERT 1942 THERESIENSTADT 1944 AUSCHWITZ ERMORDET     | Aschaffenburger Straße 57   | Fanny Hirsch geb. Untermayer                 |
|                 | HIER WOHNTE HERMANN HIRSCH JG. 1868 DEPORTIERT 1942 THERESIENSTADT ERMORDET 27.1.1943                        | Aschaffenburger Straße 57   | Hermann Hirsch                               |
| Bild gesucht BW | HIER WOHNTE KAROLINE LÖWENTHAL GEB. SAMFELD JG. 1877 DEPORTIERT 1942 KRASNICZYN ERMORDET                     | Aschaffenburger Straße 48   | Karoline Löwenthal geb. Samfeld              |
| Bild gesucht    | HIER WOHNTE LUDWIG LÖWENTHAL JG. 1906 DEPORTIERT 1941 RIGA 1944 STUTTHOF ERMORDET 28.12.1944 NATZWEILER      | Aschaffenburger Straße 48   | Ludwig Löwenthal                             |
| Bild gesucht BW | SACHSENHAUSEN 5 WOHNTE BERNHARD OPPENHEIMER JG. 1890 DEPORTIERT 1942 KRASNICZYN ERMORDET                     | Sachsenhausen 5 ·           | Bernhard Oppenheimer                         |
| Bild gesucht    | HIER WOHNTE ERNA OPPENHEIMER JG. 1920 DEPORTIERT 1942 KRASNICZYN ERMORDET                                    | Aschaffenburger Straße 48 · | Erna Oppenheimer                             |
| Bild gesucht    | SACHSENHAUSEN 5 WOHNTE FRIEDA OPPENHEIMER GEB. GERNSHEIMER JG. 1900 DEPORTIERT 1942 KRASNICZYN ERMORDET      | Sachsenhausen 5 ·           | Frieda Oppenheimer geb. Gernsheimer          |
| Bild gesucht    | HIER WOHNTE GERTA OPPENHEIMER GEB. HIRSCH JG. 1888 DEPORTIERT 1942 KRASNICZYN ERMORDET                       | Aschaffenburger Straße 48 · | Gerta Oppenheimer geb. Hirsch                |
| Bild gesucht    | HIER WOHNTE JOSEF OPPENHEIMER JG. 1885 'SCHUTZHAFT' 1938 DACHAU DEPORTIERT 1942 KRASNICZYN ERMORDET          | Aschaffenburger Straße 48 · | Josef Oppenheimer                            |
| Bild gesucht    | SACHSENHAUSEN 5 WOHNTE RENATA OPPENHEIMER JG. 1928 DEPORTIERT 1942 KRASNICZYN ERMORDET                       | Sachsenhausen 5 ·           | Renata Oppenheimer                           |
| Bild gesucht    | HIER WOHNTE WALTER OPPENHEIMER JG. 1917 DEPORTIERT 1942 IZBICA ERMORDET                                      | Aschaffenburger Straße 48 · | Walter Oppenheimer                           |
| Bild gesucht BW | HIER WOHNTE ILSE REGENSTEIN JG. 1929 DEPORTIERT 1942 THERESIENSTADT 1944 AUSCHWITZ ERMORDET                  | Aschaffenburger Straße 51 · | Ilse Regenstein                              |
| Bild gesucht    | HIER WOHNTE MORITZ REGENSTEIN JG. 1898 DEPORTIERT 1942 THERESIENSTADT 1944 AUSCHWITZ ERMORDET                | Aschaffenburger Straße 51 · | Moritz Regenstein                            |
| Bild gesucht    | HIER WOHNTE ROSA REGENSTEIN GEB. OPPENHEIMER JG. 1899 DEPORTIERT 1942 THERESIENSTADT 1944 AUSCHWITZ ERMORDET | Aschaffenburger Straße 51 · | Rosa Regenstein geb. Oppenheimer             |
|                 | HIER WOHNTE BABETT ROTHSCHILD JG. 1878 DEPORTIERT 1942 THERESIENSTADT ERMORDET IN AUSCHWITZ                  | Aschaffenburger Straße 63   | Babett Rothschild                            |
|                 | HIER WOHNTE BABETTA PAULA ROTHSCHILD JG. 1897 DEPORTIERT 1942 KRASNICZYN ERMORDET                            | Aschaffenburger Straße 44   | Babetta Paula Rothschild (1897–1942/45)      |
|                 | HIER WOHNTE BERTHA ROTHSCHILD GEB. SATZMANN JG. 1870 DEPORTIERT 1942 THERESIENSTADT BEFREIT                  | Aschaffenburger Straße 44   | Berta Rothschild, geborene Satzmann, (1870–) |
|                 | HIER WOHNTE JOSEF ROTHSCHILD JG. 1899 'SCHUTZHAFT' 1938 DACHAU DEPORTIERT 1942 ERMORDET IN KRASNICZYN        | Aschaffenburger Straße 44   | Josef Rothschild                             |
|                 | HIER WOHNTE WILLY ROTHSCHILD JG. 1904 DEPORTIERT 1942 ERMORDET IN KRASNICZYN                                 | Aschaffenburger Straße 44   | Willy Rothschild                             |
| Bild gesucht BW | HIER WOHNTE HEINRICH SCHÖNFELD JG. 1887 FLUCHT 1938 USA                                                      | Aschaffenburger Straße 50   | Heinrich Schönfeld                           |
| Bild gesucht    | HIER WOHNTE ROSA SCHÖNFELD JG. 1900 FLUCHT 1938 USA                                                          | Aschaffenburger Straße 50   | Rosa Schönfeld                               |

### Großostheim
In Großostheim wurden 14 Stolpersteine auf acht Standorten verlegt. Die Stolpersteine für die Neumanns wurden am Standort der ehemaligen jüdischen Metzgerei von Max Mannheimer verlegt. Nach der Pogromnacht – in Großostheim am 10. November 1938 – wurde das Anwesen zum  „Judenhaus“, in das auch andere Juden einziehen mussten.
| Stolperstein | Inschrift | Standort                    | Name, Leben |
| ------------ | --- | --------------------------- | --- |
| Bild gesucht | BACHSTRASSE 23 WOHNTE SOPHIE DORNHEIMER JG. 1882 DEPORTIERT 1942 THERESIENSTADT 1944 AUSCHWITZ ERMORDET                                                           | Bachstraße 23               | Sophie Dornheimer |
| Bild gesucht | HIER WOHNTE SIMON EHRMANN JG. 1... ... TOT 4.1.1940 | Breite Straße 24 (Standort) | Simon Ehrmann |
| Bild gesucht | HIER WOHNTE ALBERT FULD JG. 1876 DEPORTIERT 1942 THERESIENSTADT ERMORDET 21.2.1943                                                                                | Kauschrübenstraße 12        | Albert Fuld |
| Bild gesucht | HIER WOHNTE KARL FULD JG. 1879 GEDEMÜTIGT / ENTRECHTET FLUCHT IN DEN TOD 31.5.1939                                                                                | Breite Straße / Bachstraße  | Karl Fuld |
| Bild gesucht | HIER WOHNTE KAROLINE FULD JG. 1922 DEPORTIERT 1942 KRASNYSTAW ERMORDET                                                                                            | Kauschrübenstraße 12        | Karoline Fuld |
| Bild gesucht | HIER WOHNTE SELMA FULD GEB. REIS JG. 1883 DEPORTIERT 1942 THERESIENSTADT 1944 AUSCHWITZ ERMORDET                                                                  | Kauschrübenstraße 12        | Selma Fuld |
| Bild gesucht | HIER WOHNTE MAX NEUMANN JG. 1868 DEPORTIERT 1942 THERESIENSTADT 1942 TREBLINKA ERMORDET                                                                           | Haarstraße 1 (Standort)     | Max Neumann |
| Bild gesucht | HIER WOHNTE ROSA NEUMANN JG. 1886 DEPORTIERT 1942 THERESIENSTADT 1942 TREBLINKA ERMORDET                                                                          | Haarstraße 1 (Standort)     | Rosa Neumann geb. Gernsheimer |
| Bild gesucht | HIER WOHNTE JENNY SCHLOSS GEB. FULD JG. 1877 DEPORTIERT 1941 ŁODZ / LITZMANNSTADT ERMORDET                                                                        | Birkenhain 12               | Jenny Schloß |
| Bild gesucht | HIER WOHNTE ROSEL SCHLOSS VERH. GUTHEIM JG. 1917 DEPORTIERT 1941 ŁODZ / LITZMANNSTADT ERMORDET                                                                    | Birkenhain 12               | Rosel Schloß verehel. Gutheim |
| Bild gesucht | HIER WOHNTE MAX SICHEL JG. 1892 FLUCHT 1938 BELGIEN MIT HILFE ÜBERLEBT                                                                                            | Breite Straße 53            | Max Sichel |
| Bild gesucht | HIER WOHNTE IRENE WEBER GEB. USBECK VERW. TRABERT JG. 1888 EINGEWIESEN 1939 HEILANSTALT LOHR 'VERLEGT' 6.10.1940 PIRNA-SONNENSTEIN ERMORDET 6.10.1940 ´AKTION T4´ | Breite Straße 47 (Standort) | Irene Weber geborene Usbeck, verwitwete Trabert, wurde in Berlin geboren und heiratete 1911 Apotheker Max Trabert. Bei der Steinsetzung vor der Apotheke war Irene Webers Enkelin mit ihrem Mann anwesend.                          |
| Bild gesucht | HIER WOHNTE HANNA WERTHEIMER GEB. EHRMANN JG. 1... ... DEPORTIERT 1942 THERESIENSTADT ERMORDET                                                                    | Breite Straße 24 (Standort) | Hanna Wertheimer |
| Bild gesucht | HIER WOHNTE JOSEF WERTHEIMER JG. 187. ... JUDENHAUS FLUCHT IN DEN TOD ...1940                                                                                     | Breite Straße 24 (Standort) | Josef Wertheimer betrieb an dieser Stelle einen Viehhandel, bis die SS in der Pogromnacht sein Anwesen stürmte und beschlagnahmte. Josef Wertheimer, seine Frau Hanna und Schwager Simon Ehrmann mussten in das „Judenhaus“ ziehen. |

### Hösbach
In Hösbach wurden fünf Stolpersteine verlegt, alle befinden sich in der Hauptstraße 85.
| Stolperstein | Inschrift                                                                                            | Name, Leben                                      |
| ------------ | --- | ------------------------------------------------ |
|              | HIER WOHNTE FRANZISKA LEDERER GEB. KATZ JG. 1872 DEPORTIERT 1942 TRANSIT-GHETTO KRASNICZYN ERMORDET  | Franziska Lederer, geborene Katz (1872–1942/45)  |
|              | HIER WOHNTE HARRY LÖWENTHAL JG. 1938 DEPORTIERT 1942 TRANSIT-GHETTO KRASNICZYN ERMORDET              | Harry Löwenthal (1938–1942/45)                   |
|              | HIER WOHNTE HEINRICH LÖWENTHAL JG. 1894 DEPORTIERT 1942 TRANSIT-GHETTO KRASNICZYN ERMORDET           | Heinrich Löwenthal (1894–1942/45)                |
|              | HIER WOHNTE PAULA LÖWENTHAL GEB. LEDERER JG. 1897 DEPORTIERT 1942 TRANSIT-GHETTO KRASNICZYN ERMORDET | Paula Löwenthal, geborene Lederer (1897–1942/45) |
|              | HIER WOHNTE STEFFI LÖWENTHAL JG. 1931 DEPORTIERT 1942 TRANSIT-GHETTO KRASNICZYN ERMORDET             | Steffi Löwenthal (1931–1942/45)                  |

## Verlegedaten
- 22. März 2016: Großostheim (Breite Straße 24 und 47, Haarstraße 1)
- 15. Februar 2018: Goldbach (Aschaffenburger Straße 48, 51 und 69, Sachsenhausen 5)
- 24. Juni 2019: Goldbach (Aschaffenburger Straße 44, 48 [Karoline und Ludwig Löwenthal], 50, 57 und 63)
- 24. Juni 2019: Großostheim (Bachstraße 23, Birkenhain 12, Breite Straße 53, Breite Straße / Bachstraße, Kauschrübenstraße 12)
- 11. März 2022: Hösbach